# Шамкирская ГЭС
Шамкирская гидроэлектростанция, Шамхорская ГЭС (азерб. Şəmkir Su Elektrik Stansiyası) — гидроэлектростанция, расположенная на реке Куре в Шамкире, Азербайджан.

## Конструкция станции
Шамкирская ГЭС представляет собой плотинную гидроэлектростанцию. Сооружения гидроузла включают в себя грунтовые плотины, строительно-эксплуатационный водосборос, здание ГЭС с водоприёмником и турбинными водоводами, ОРУ 110 и 330 кВ, ирригационный водозабор. Установленная мощность электростанции — 380 МВт, проектная среднегодовая выработка электроэнергии — 810 млн кВт·ч.
Сооружения гидроузла включают в себя:
- русловую плотину из грунтовых материалов с ядром из суглинка, длиной по гребню 1800 м и наибольшей высотой 70 м;
- пойменную плотину из грунтовых материалов с суглинистым экраном, длиной по гребню 1700 м и наибольшей высотой 40 м;
- совмещённый строительно-эксплуатационный водосброс в теле русловой плотины пропускной способностью 2750 м³/с, включающий в себя входной оголовок с тремя пролётами шириной по 7,5 м, донные трубы в основании плотины длиной по 160 м, выходной оголовок, гаситель и отводящий канал;
- подводящий канал к водоприёмнику;
- водоприёмник ГЭС башенного типа с глубинным водозабором;
- двухниточные сталежелезобетонные водоводы диаметром по 9 м и длиной 93 м, проходящие под русловой плотиной;
- здание ГЭС приплотинного типа;
- ирригационный водозабор донного типа, проходящий под пойменной плотиной.

В здании ГЭС установлены два вертикальных гидроагрегата мощностью по 190 МВт, с поворотно-лопастными турбинами ПЛ 60/642-В-735, работающими при расчётном напоре 47,5 м. Гидротурбины изготовлены предприятием «Турбоатом». Турбины приводят в действие генераторы СВ 1322/179-56УХЛ4, изготовленные предприятием «Элсиб». Электроэнергия с генераторов на напряжении 15,75 кВ подается на трехфазные силовые трансформаторы ТДЦ-250000/110, ТДЦ-250000/330, а с них через открытые распределительные устройства (ОРУ) 110 и 330 кВ — в энергосистему. Связь ОРУ между собой производится при помощи автотрансформатора АТДЦГН-200000/330/110.
Напорные сооружения ГЭС образуют Шамкирское водохранилище. Площадь водохранилища при нормальном подпорном уровне 116 км², полная и полезная ёмкость водохранилища составляет 2677 и 1425 млн м³ соответственно. Отметка нормального подпорного уровня водохранилища составляет 158 м над уровнем моря, уровня мёртвого объёма — 143,5 м.

## История
Строительство гидроэлектростанции было начато в 1975 году. Первый гидроагрегат Шамкирской ГЭС был пущен 23 декабря 1982 года, второй — 3 августа 1983 года.

## См.также
- Список гидроэлектростанций Азербайджана
- Мингечевирская ГЭС